# 復古カトリック教会

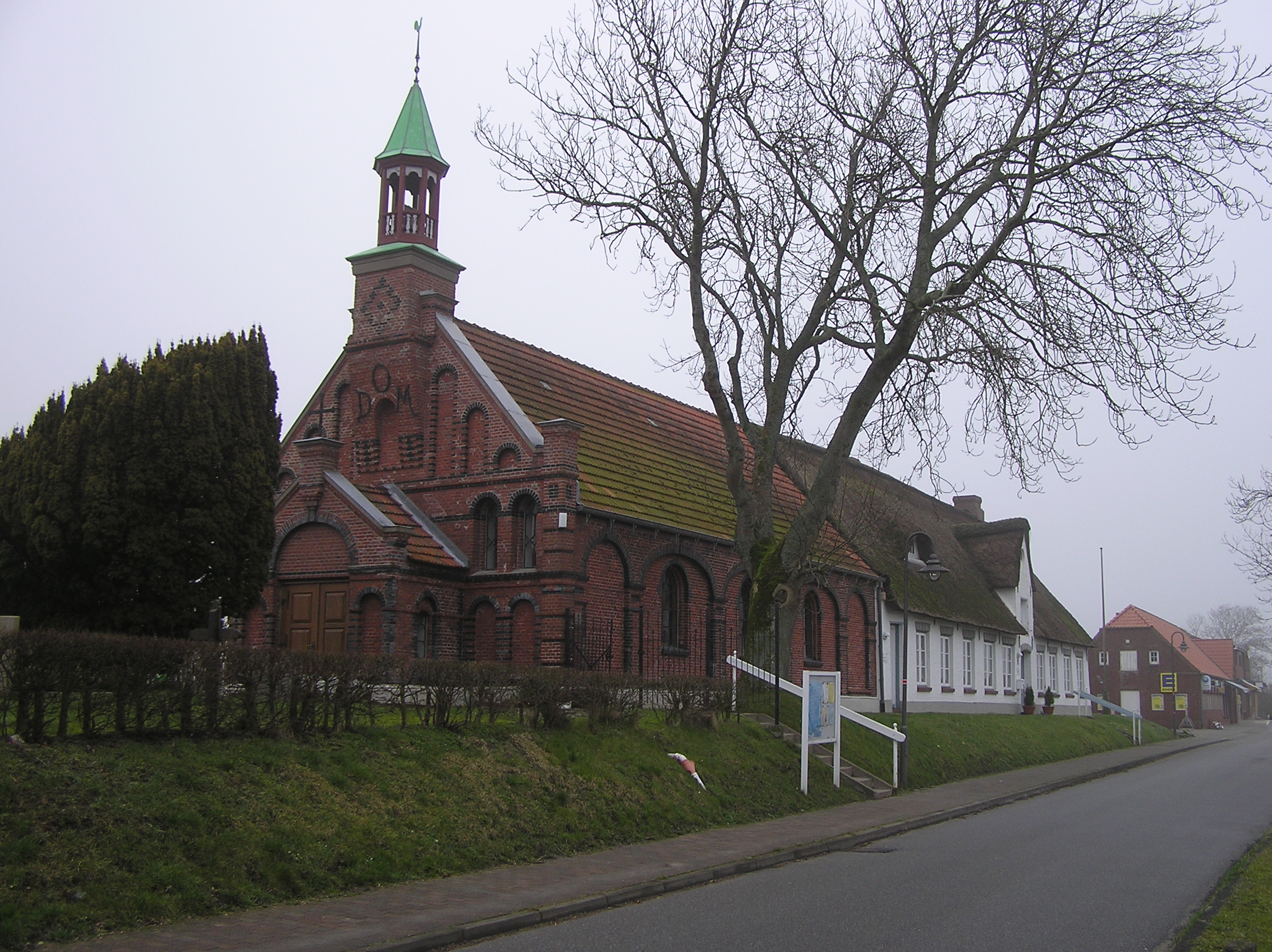
ドイツの復古カトリック教会の聖堂

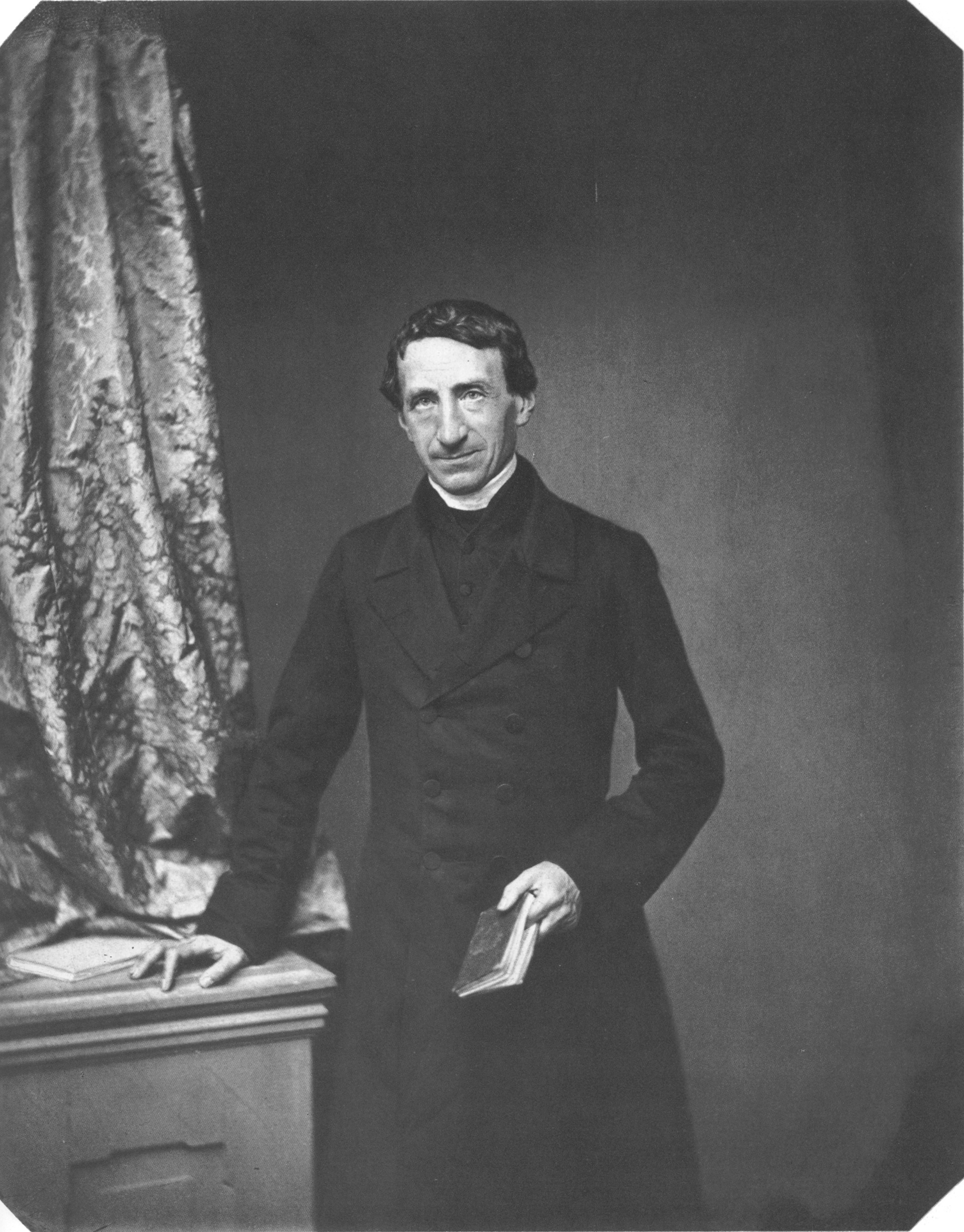
ヨハン・イグナツ・フォン・デリンガー（1860年頃撮影）

復古カトリック教会（ふっこカトリックきょうかい、ドイツ語: Altkatholische Kirche, 英語: Old Catholic Church）は、1870年の第1バチカン公会議で決定された教皇不可謬説などに反対し、ローマ・カトリック教会から分離して成立したキリスト教の教派。おもに1870年代にローマ・カトリック教会から離れた、ドイツ語圏のカトリック教会から構成された。
オランダ・南ドイツ・スイス・オーストリアなど中欧圏を中心に信者がいるほか、アメリカなどにも教会がある。アメリカでは「ポーランド国民カトリック教会」として知られているほか、古カトリック教会と呼ばれることもある。また同教会の運動・主張を指す場合、復古カトリック主義とも呼称される。初期の著名な指導者にドイツの神学者ヨハン・イグナツ・フォン・デリンガーがいる。

## 歴史
「オールド・カトリック(Old Catholic)」の語は、オランダのユトレヒトでローマ司教（教皇）の教導権下に無いカトリック教会(Old Catholic Archbishop of Utrecht) を表すため、1853年に使用されたのが最初の用例である。（ユトレヒトでは、18世紀にドミニク・マリー・ヴァルレ司教がローマ教皇の承認を受けないまま他の司教を叙階したため、司教らとその支持者はローマ教皇から破門されていた。）その後、ほとんどの学者は1870年からの、復古カトリック教会の運動をこう呼んでいる。
1870年の第1バチカン公会議で宣言された教皇不可謬説を、オーストリア・ドイツ・スイスの多くのカトリックの司教・司祭が拒絶し、ローマ・カトリック教会から離れた。彼らはユトレヒトの独立カトリック教会の支持を得て、後に正式に「ユトレヒト・ユニオン」を結んだ。1873年、教皇不可謬・教皇首位を認めないローマ教皇とは独立の教会組織である復古カトリック教会がコンスタンツにおいて形成された。教皇ピウス9世は同年の回勅で同派につき「教会の基礎を破壊する滅びの子たちである」と非難した。
1908年に復古カトリック教会の司教はイングランドに渡った。教皇レオ13世がイングランド国教会の聖職者按手の使徒継承を無効であると宣言したためにイングランド国教会を去った聖公会の司祭が復古カトリック教会に来るだろうと考えたのである。国教会からの集団的な改宗の流れは起きなかったが、様々なカトリック教会が独立する動きを作った。

## 沿革・特徴
教義については、聖書と聖伝を信仰の規範とする点ではローマ・カトリック教会と同じであり、プロテスタントよりはローマ・カトリックに近いとも看做されるが、教皇の教皇首位説、教皇不可謬説を認めない。これについては同派の著名な指導者であるヨハン・イグナツ・フォン・デリンガーが、ミュンヘンの大司教に対して「（教皇不可謬と教皇首位を）神学者として、歴史家として、市民として」全く肯定出来ないと言明したため、破門された。
復古カトリック教会が聖伝として認めるのは、8世紀以前のものに限定している。ローマ教会の伝承、教皇首位、教皇不可謬、聖母マリアの無原罪懐胎、司祭の独身制を認めず、免償、聖人崇敬、巡礼を否定。聖日の聖体拝領、断食を義務付けない。聖書を読む事を推奨し、典礼も各国語によるものを認める。
教会制度面では、大体国別に独立した組織を司教のもとに置き、司教たちが司教会議で結合している。司教・司祭・助祭の三職位制が保持されている。
1980年代後半から、女性司祭・女性助祭の叙階を巡り、女性の司祭・助祭への叙階を容認する者と容認しない者との間での見解の対立が表面化した。1990年代には見解の相違が依然としてある中で、各地で女性の叙階が行われている。

## 他教派との関係
1932年以来、教皇首位権を認めない聖公会（アングリカン・コミュニオン）と、フル・コミュニオンの関係にある。
ヨーロッパのオールド・カトリック教会はユトレヒト・ユニオンを結んでいるが、現在、英語圏のオールド・カトリックとは相互陪餐関係に無い。またスロバキアの復古カトリック教会は、ユトレヒト・ユニオンから離脱した。